# La momia (novela)
La momia o Ramsés el maldito (título original en inglés The Mummy or Ramses the Damned) es una novela de Anne Rice publicada en 1989. La trama se desarrolla en Londres, a comienzos del siglo XX, y trata del conflicto entre la familia de un arqueólogo británico y una momia loca sedienta de sangre

## Sinopsis
La historia trata sobre el faraón Ramsés que se hace inmortal al beber el elixir de la vida y desde ahí se convierte en Momiems el maldito (él se denomina con ese nombre) porque queda condenado a recorrer el planeta para saciar deseos que nunca serán satisfechos, tales como el hambre,la sed, el deseo etc.
Tras un amor doloroso y la muerte de su amada Cleopatra, Momiems decide dormir hasta ser despertado de nuevo. Bastante tiempo después, un famoso egiptólogo encuentra una extraña tumba en Egipto. Los restos son trasladados al Londres de 1914. La momia resucita en el Londres eduardiano, donde se encontrara con "los tiempos modernos". Conocerá a Julie, hija del egiptólogo, de la que pronto se enamorará. Juntos regresarán a El Cairo. Le persigue el recuerdo de Cleopatra, quien fue su amada y por la cual se sumió en su largo sueño. Su anhelo por la reina de Egipto le lleva a cometer un acto que devastará los corazones de aquellos que lo rodean.